# 羅托卡特語
羅托卡特語(Rotokas)是個由大約4000名布干维尔省（布干維爾是巴布亞新幾內亞共和國東部的一個島嶼）居民所使用的語言。目前已知羅托卡特語至少有三個方言，它們分別為：中央羅托卡特方言(Central Rotokas，又稱為Rotokas Proper)、愛塔羅托卡特方言(Aita Rotokas)和皮皮派亞方言(Pipipaia)，中央羅托卡特方言有著極端小型的發音數量，而且有著或許是全世界字母數量最少的現代字母書寫系統。

## 發音系統
羅托卡特語有著世界上發音數最少的語音系統之一，同時它的字母也可能是全球使用的字母數當中最少的（有些人宣稱皮拉罕語有著更少的發音，但皮拉罕語基本上不是已被書寫的語言）。羅托卡特語字母有著十二個字母，用以表示它所有的十一個發音（母音與子音）。羅托卡特語的母音字母分別為A E G I K O P R S T U V，其中T和S這兩個字母都用以表示/t/的音，在I的前面以及在Rotokas這個字裡時，/t/的發音以S表示，而T則用於其他地方。V這個字母在有時會被寫做B；羅托卡特語的母音分長短，但另一方面羅托卡特語的母音也缺乏不同的韻律。
中央羅托卡特方言的三個有聲子音皆有著廣泛的同位異音變化因此要找到能正確表達這些母音發音的國際音標符號是困難的。它全部的子音包含著以下的類別：雙唇音、齒齦音以及軟顎音，每一個分別又各自分成有聲子音和無聲子音，它的無聲子音基本上皆為塞音 [p, t, k]；而無聲齒齦音有著一個同位異音[ts]~[s]，但這個同位異音只出現在[i]之前；而有聲子音則為一群同位異音的集合，分別為：[β, b, m]、[ɾ, n, l, d]與[g, ɣ, ŋ]。 

對於一個語言而言，缺乏鼻音是不尋常的。Firchow & Firchow在1969年對中央羅托卡特方言的這種現象進行了說明（他們在書中稱之為正統羅托卡特語(Rotokas Proper)，在此一併譯為中央羅托卡特方言）： 
|  | 在中央羅托卡特語（中略）鼻音在母語使用者常試模仿外國人對說羅托卡特語的意圖以外，很少被使用。在這個狀況下鼻音被用於模仿，不論這些鼻音是否有被外國使用者所使用。 |

Robinson在2006年指出了愛塔羅托卡特方言的子音有著無聲、有聲和鼻音之別。因此，對比中央羅托卡特方言的六個子音，愛塔羅托卡特方言有九個子音。在愛塔羅托卡特方言中所具有的有聲子音和鼻子音，在中央羅托卡特方言中合為一體，因此我們可以說中央羅托卡特方言演變自愛塔羅托卡特，但不能說愛塔羅托卡特方言演變自中央羅托卡特方言。這表明了它們的祖先語言的發音系統較近似愛塔羅托卡特方言，而中央羅托卡特方言的小型發音系統則來自近年來的演變。
在中央羅托卡特語裡似乎找不到任何理由來斷定任何音的發音方法，不過一個以清濁音來劃分的分別就已經足夠使用了。
注意當[l]和[r]被當做是變體，而不論決定其使用的環境時，它們似乎在事實上是齒齦邊閃音[ɺ]或一個不分中央化與否的閃音(因此就如同日語一樣，沒有區分特定的[ɾ]或[ɺ])，因此語言學可能將此音給搞錯了。
語音分析主要是基於發音的差異，而非根據發音的細節，因此以下的有聲子音符號可以被分別使用於不同方言中：塞音符號 [b, d, g]用於中央羅托卡特方言；而鼻音符號[m, n, ŋ]則用於愛塔羅托卡特方言。(在一般建議的中央羅托卡特方言書寫系統中，有聲子音分別被寫做v, r, g，但若寫作b, d, g應當也是一樣可行的)。在下表中，最常見的下表中，最常見的同位異音被用以表示發音。

### 子音
| 中央羅托卡特方言 | 雙唇音 | 齒齦音 | 軟顎音 |
| ---------------- | ------ | ------ | ------ |
| 清音             | p      | t      | k      |
| 濁音             | b ~ β  | d ~ ɾ  | g ~ ɣ  |

| 愛塔羅托卡特方言 | 雙唇音 | 齒齦音 | 軟顎音 |
| ---------------- | ------ | ------ | ------ |
| 清音             | p      | t      | k      |
| 濁音             | b ~ β  | d ~ ɾ  | g ~ ɣ  |
| 鼻音             | m      | n      | ŋ      |

### 母音
a e i o u (aa ee ii oo uu)
母音可能是長母音或短母音(長母音相關字母寫兩次)。目前還不確定這代表著十個母音或五個母音；因為目前所謂的「長母音」可能是獨立的口語音素，或者只是兩個相同的母音被連說而已。而其他的母音組合則非常地常見，例如單字upiapiepaiveira即一例。

### 重音
重音似乎不是音素之一，但這不太確定。有兩到三個音節的字，其重音會落在第一個音節，而有四個音結的則落在第一或第三個音節上；至於有五個或更多音節的字，其重音落在倒數第三個音節上。在長母音中這更為複雜，而且並非所有的動詞詞形變化都遵從著這個模式。

## 語法
在型態學上，羅托卡特語是個相當典型的動詞末尾語言，它的指示代詞與形容詞被放在這些詞所修飾的名詞的前方，而後置詞則被用在名詞的後方，縱然副詞的位置是相當自由的，但它們傾向於被放在動詞的前方。一個例句如下：
| osirei-toarei            | avuka-va    | iava         | ururupa-vira | tou-pa-si-veira                                               |
| 眼睛-陽性雙數            | 老-陰性單數 | 後置詞(來自) | 被關閉-副詞  | 是-進行式-第二或第三人稱（陽性與陰性或陽性與陽性）雙數-習慣體 |
| 「那老女人的眼睛閉上了」 |             |              |              |                                                               |